# Bandera de l'Esquirol
La bandera oficial de l'Esquirol té la següent descripció:
Bandera apaïsada, de proporcions dos d'alt per tres de llarg, groga, amb una bordura de sis peces negres, de gruix 1/7 de l'alçària del drap, les dels angles d'alçària i llargària 9/28 de l'alçària del drap, i les centrals, de les vores superior i inferior de la mateixa llargària; amb la cabra negra de l'escut, d'alçària 15/28 de la del drap i llargària 17/42 de la del mateix drap, al centre.
Va ser aprovada el 8 de maig de 2001 i publicada al DOGC l'1 de juny del mateix any amb el número 3401.